# 韋爾布瓦季夫卡
48°40′27″N 35°56′32″E / 48.67417°N 35.94222°E
韋爾布瓦季夫卡（烏克蘭語：Вербуватівка），是烏克蘭的村落，位於該國中部第聶伯羅彼得羅夫斯克州，由日爾伊夫卡區負責管轄，處於小捷爾尼夫卡河畔，距離瓦爾瓦里夫卡3公里，海拔高度68米，2001年人口860。